# Carex tonsa
Carex tonsa är en halvgräsart som först beskrevs av Merritt Lyndon Fernald, och fick sitt nu gällande namn av Eugene Pintard Bicknell. Carex tonsa ingår i släktet starrar, och familjen halvgräs.

## Underarter
Arten delas in i följande underarter:
- C. t. rugosperma
- C. t. tonsa